# Niedersächsische Gemeindeordnung
Die Niedersächsische Gemeindeordnung (NGO) war vom 1. April 1955 bis 1. November 2011 die „Gemeindeverfassung“ der niedersächsischen Städte und Gemeinden. Sie war damit die Rechtsgrundlage für den Aufbau der kommunalen Strukturen in Niedersachsen auf Grundlage der Selbstverwaltungsgarantie des Grundgesetzes (Art. 28 Abs. 2 Satz 1 GG) und der Niedersächsischen Verfassung (Art. 57 Abs. 1 NV). Am 1. November 2011 trat die NGO außer Kraft, zugleich ging ihr Regelungsgehalt zusammen mit dem der Niedersächsischen Landkreisordnung (NLO) im Niedersächsischen Kommunalverfassungsgesetz (NKomVG) auf.
Die NGO betrachtete die Gemeinde als Grundlage des demokratischen Staates (§ 1 Abs. 1) und knüpfte an die durch Grundgesetz und Landesverfassung gewährleistete Garantie und Notwendigkeit einer aus allgemeinen, unmittelbaren, freien, gleichen und geheimen Wahlen hervorgegangenen Volksvertretung und des Rechts auf kommunale Selbstverwaltung an. Gegen eine Verletzung dieses Rechts konnte sich die Gemeinde durch eine Kommunalverfassungsbeschwerde am Bundesverfassungsgericht (Art. 93 Abs. 1 Nr. 4 b GG, § 13 Abs. 1 Nr. 8 a, § 91 BVerfGG) oder am Niedersächsischen Staatsgerichtshof (Art. 54 Nr. 5 NV) wehren.
Die NGO enthielt Elemente der direkten Demokratie wie dem Einwohnerantrag (§ 22 a) oder dem Bürgerbegehren, dem ein Bürgerentscheid folgen konnte (§ 22 b).

## Geschichte
Im gesamten Deutschen Reich galt ab 1935 die Deutsche Gemeindeordnung (DGO). Sie löste nach der Gleichschaltung der Länder mit dem Reich die verschiedenen Gemeindeordnungen der Länder ab und trug das Führerprinzip in die Kommunalverwaltungen. So wurde der Bürgermeister nicht gewählt, sondern einfach berufen. Der Rat hatte keinen Einfluss auf Entscheidungen der Gemeinde, er hatte neben dem Bürgermeister nur beratende Funktion. Die britische Besatzungsmacht verfügte nach Kriegsende, dass die gesamte Verwaltung der Gemeinde nun in den Händen des Rates lag (sog. revidierte DGO).
Am 1. April 1955 trat als letzte in den Bundesländern die Niedersächsische Gemeindeordnung in Kraft, die sich an damaligen britischen Verwaltungsstrukturen orientierte. Sie sah die so genannte „Zweigleisigkeit“ der Verwaltung vor: Während der Rat aus seiner Mitte einen für die Repräsentation zuständigen Bürgermeister wählte, gab es daneben noch einen hauptamtlichen, vom Rat gewählten Gemeindedirektor (bzw. Stadtdirektor oder Samtgemeindedirektor), der die Verwaltungsgeschäfte führte.
Mit der Reform des niedersächsischen Kommunalverfassungsrechts im Jahr 1996 wurde die NGO den anderen Gemeindeordnungen in Deutschland angepasst und die Eingleisigkeit eingeführt. Seitdem ist der Bürgermeister auch gleichzeitig Hauptverwaltungsbeamter. Ausdrücklich bestehen bleibt die alte Regelung der Zweigleisigkeit jedoch bei Mitgliedsgemeinden von Samtgemeinden.
Wichtige neue Änderungen ergaben sich aus dem Gesetz zur Änderung des niedersächsischen Kommunalverfassungsrechts vom 22. April 2005. Es änderte das Verteilungsverfahren der Sitze im Rat (siehe NKWG) und in den Ausschüssen (§ 51 Abs. 2 und 3) vom D’Hondt-Verfahren in das Hare/Niemeyer-Verfahren, welches nun kleinere Parteien und Wählergruppen deutlich bevorzugt. Außerdem wurde die Amtszeit des Bürgermeisters von zunächst fünf auf nunmehr acht Jahre verlängert (§ 61 Abs. 1) und die Haushaltswirtschaft von der Kameralistik auf die kaufmännisch geführte Doppik umgestellt (§ 82 Abs. 3), welche die Gemeinden bis spätestens 2011 eingeführt haben müssen.
Am 15. März 2006 wurde die das passive Wahlrecht betreffende Norm (§ 35 Abs. 3) auf einstimmigen Beschluss des Niedersächsischen Landtages hin geändert. Der Gesetzgeber hat die NGO im Zuge dessen an die bundesweit gängige Rechtspraxis angeglichen.

## Struktur
Die NGO gliedert sich wie folgt:
- Grundlagen der Gemeindeverfassung (§§ 1 bis 30)
- Innere Gemeindeverfassung (§§ 31 bis 81)
- Gemeindewirtschaft (§§ 82 bis 124)
- Kommunalaufsicht (§§ 125 bis 136)
- Übergangs- und Schlussvorschriften (§§ 137 bis 142)

## Grundlagen
Die NGO stellt, wie auch die Niedersächsische Verfassung, auf die Allzuständigkeit der Gemeinden ab (§ 2 Abs. 1) und dies zunächst ohne Rücksicht auf den Charakter der Aufgaben. Dazu gehören alle Angelegenheiten der örtlichen Gemeinschaft sowie jene, die den Gemeinden per Gesetz oder Rechtsverordnung sonst zugewiesen sind (§ 4 Abs. 1 Satz 1). Der eigene Wirkungskreis umfasst nur solche Aufgaben, die in der örtlichen Gemeinschaft wurzeln oder einen Bezug zu dieser haben und von ihr auch eigenverantwortlich und selbstständig bewältigt werden können. Als Kernbereiche der kommunalen Selbstverwaltung besitzen die Gemeinden Planungs-, Organisations-, Personal-, Finanz- und Satzungshoheit. Daneben können laut § 5 Abs. 1 der Gemeinde auch staatliche Aufgaben zur Erfüllung übertragen werden (sog. Übertragener Wirkungskreis). Hierfür sind ihnen die erforderlichen Mittel zur Verfügung zu stellen. Zu nennen sind hier exemplarisch die Auszahlung von Wohngeld, BAföG oder das Melde- und Passwesen.
Jede Gemeinde muss eine Hauptsatzung (§ 7) erlassen, in der der Name der Gemeinde, eine etwaige Bezeichnung, ihre Hoheitszeichen und ihr Dienstsiegel geregelt sind. Auch andere wesentliche Fragen können erfasst werden. Während eine Änderung des bisherigen Gemeindenamens nach der Gemeindereform nur sehr wenig Spielraum hat, kann die Gemeinde über die Benennung der Gemeindeteile durch Ratsbeschluss (vgl. § 40 Abs. 1 Nr. 2) frei entscheiden. Gemeinden mit Kurstatus entscheiden, ob sie den Namensbestandteil „Bad“ im Namen tragen wollen (§ 13 Abs. 2). Bei einem Verlust des Kurstatus entfällt auch der Namensbestandteil „Bad“. Das Innenministerium kann einer Gemeinde die Bezeichnung Stadt verleihen, wenn sie nach Einwohnerzahl, Siedlungsform und wirtschaftlichen Verhältnissen städtisch geprägt ist (§ 14 Abs. 1). Auch die Verleihung historischer Bezeichnungen wie Flecken oder Bergstadt ist möglich (§ 14 Abs. 2). Alle Bezeichnungen haben jedoch keine verfassungsrechtliche Bedeutung.

## Organe der Gemeinde
Wie jede juristische Person kann die Gemeinde selbst nicht handeln. Hierfür braucht sie entsprechende Organe. Die Zuständigkeit und Kompetenzen der einzelnen Organe sind sehr unterschiedlich.

### Übersicht
Die folgende Übersicht über die kommunalen Organe zeigt das jeweilige Vertretungsorgan der Gemeinde, den Hauptausschuss der Kommune und den Leiter der Verwaltung (nicht bei Mitgliedsgemeinden von Samtgemeinden). In kreisfreien Städten, großen selbstständigen Städten und solchen mit Sonderstatus (Göttingen und Hannover) führt der Verwaltungschef die Bezeichnung Oberbürgermeister.
| Gemeinde             | Samtgemeinde              |
| -------------------- | ------------------------- |
| Rat                  | Samtgemeinderat           |
| Verwaltungsausschuss | Samtgemeindeausschuss     |
| Bürgermeister        | Samtgemeindebürgermeister |

### Rat

Aufbau und Zusammenhang der Organe nach der NGO

Der Rat (Gemeinderat) ist das Hauptorgan der Gemeinde (§ 31) und wird alle fünf Jahre von den Gemeindebürgern gewählt. Er besteht aus den gewählten Ratsmitgliedern und qua Amt dem direkt gewählten Bürgermeister. Seine Größe richtet sich nach der Einwohnerzahl, die das Landesamt für Statistik mindestens 12 Monate und höchstens 18 Monate vor dem Wahltag ermittelt hat (§ 137). Sie kann zwischen sechs (bis zu 500 Einwohnern) und 66 Ratsmitgliedern (mehr als 600.000 Einwohner) variieren (§ 32).
Das passive Wahlrecht besitzen alle Deutschen und Bürger von Mitgliedstaaten der Europäischen Union (Unionsbürgerschaft), die am Wahltag mindestens 18 Jahre alt sind und seit mindestens sechs Monaten ihren Wohnsitz in der jeweiligen Gemeinde haben (§ 35). Nicht wählbar sind Beamte und Angestellte der Gemeinde, die Landrätin bzw. der Landrat des Landkreises, der die Gemeinde angehört, und Beamte, die die Fachaufsicht über die Gemeinde führen (§ 35 a). Das aktive Wahlrecht wird bereits mit der Vollendung des 16. Lebensjahres erworben (§ 34).
In der konstituierenden Ratssitzung wählt der Rat aus seiner Mitte einen Ratsvorsitzenden für die Dauer der Wahlperiode (§ 43 Abs. 1), der die folgenden Sitzungen leitet und das Hausrecht ausübt (§ 44 Abs. 1). Auch der Bürgermeister ist wählbar. Vor der Wahl eines Vorsitzenden ist der Rat nicht beschlussfähig. Der Vorsitzende kann mit einfacher Mehrheit der Stimmen wieder abgewählt werden.

#### Rechtsstellung der Ratsmitglieder
So wie die Mitglieder des Bundestages (Art. 38 Abs. 1 GG) und des Niedersächsischen Landtages (Art. 12 NV) sind die Ratsmitglieder nicht an Aufträge oder Weisungen Dritter oder der Fraktion, der sie angehören, gebunden (§ 39 Abs. 1). Der Rat als Gemeindeorgan ist jedoch nicht mit einem Parlament gleichzusetzen (Beschluss des BVerfG vom 21. Juni 1988), sondern Teil der kommunalen Selbstverwaltung. Ratsmitglieder genießen daher anders als Parlamentarier auch nicht den Schutz der Indemnität und der Immunität. Jedes Ratsmitglied hat im Gegensatz zu den Geschäftsordnungen der Parlamente außerdem das Recht, Anträge zu stellen (§ 39 a). Gegenüber den Gemeinden stehen die Ratsmitglieder in einem besonderen Treueverhältnis (§ 27). Zeugenaussagen, die ihre Amtsverschwiegenheit betreffen, bedürfen der Genehmigung des Rates (§ 25 Abs. 1).
Mindestens zwei Ratsmitglieder können sich zu einer Fraktion zusammenschließen (§ 39 b Abs. 1). Schließen sich Ratsmitglieder unterschiedlicher Parteien zusammen, spricht man von einer Gruppe. Fraktionen und Gruppen sind jedoch rechtlich gleichgestellt und sollen bei der Willensbildung in Rat, Verwaltungsausschuss und den anderen Ausschüssen mitwirken. Der Zusammenschluss mehrerer Parteien zu Gruppen kann sich auch auf die Zusammensetzung des Verwaltungsausschusses und der weiteren Ausschüsse auswirken.

#### Zuständigkeiten
Obwohl der Rat das wichtigste Organ der Gemeinde ist (vgl. § 31 Abs. 1 Satz 1), ist er nicht für alle Angelegenheiten der Gemeinde zuständig. Aufgaben, die explizit dem Verwaltungsausschuss oder dem Bürgermeister zugeordnet sind (§§ 57 bzw. 62), kann der Rat nicht für sich beanspruchen. Andererseits kann er einzelne Aufgaben seines Zuständigkeitsbereichs an den Verwaltungsausschuss abtreten (§ 40 Abs. 4).
Der Rat hat u. a. ausschließliches Beschlussrecht über
- die Bestimmung des Namens, des Wappens, der Flagge und des Dienstsiegels der Gemeinde sowie die Benennung von Gemeindeteilen, Straßen und Plätzen,
- Gebietsänderungen und den Abschluss von Gebietsänderungsverträgen,
- den Erlass, die Änderung und die Aufhebung von Satzungen und Verordnungen,
- die Festsetzung öffentlicher Abgaben (Gebühren, Beiträge, Steuern),
- den Erlass der Haushaltssatzung,
- die abschließende Entscheidung über die Aufstellung, Änderung, Ergänzung und Aufhebung von Bauleitplänen,
- die Aufnahme von Krediten, die Übernahme von Bürgschaften etc. oder
- die Mitgliedschaft in kommunalen Zusammenschlüssen.

#### Ausschüsse
Der Rat kann zur Vorbereitung seiner Beschlüsse eigene Ausschüsse bilden (§ 51 Abs. 1). Diese gelten anders als der Verwaltungsausschuss nicht als eigenes Organ. Die Sitzverteilung in den Ausschüssen regelt sich nach dem Hare/Niemeyer-Verfahren. Hat eine Fraktion bzw. Gruppe danach keinen Sitz im Ausschuss erhalten, kann sie ein Ratsmitglied mit beratender Stimme in den Ausschuss entsenden (§ 51 Abs. 4).
Neben diesem Recht der freiwilligen Bildung von Ausschüssen hat der Rat die Pflicht, Ausschüsse nach besonderen Rechtsvorschriften zu bilden. Als solche gelten u. a. der Schulausschuss (§ 110 NSchG), der Werksausschuss für Eigenbetriebe der Gemeinde (§ 113 Abs. 3) oder der Feuerschutzausschuss. Der Schulausschuss setzt sich aus Ratsmitgliedern und einer vom Rat zu bestimmenden Anzahl von Vertretern der Schulen zusammen. Die Zusammensetzung des Werksausschusses wird nach der jeweiligen Betriebssatzung geregelt. Im Feuerschutzausschuss ist bspw. der Gemeindebrandmeister vertreten.

#### Stadtbezirke und Ortschaften
In kreisfreien Städten oder Großstädten kann der Rat die Einrichtung von Stadtbezirken im gesamten Stadtgebiet beschließen (§ 55). In jedem Stadtbezirk wird ein Stadtbezirksrat gebildet, der halb so viele Mitglieder wie der Rat einer vergleichbaren Gemeinde hat. Bei geraden Mitgliederzahlen erhöht sich deren Zahl um eins (§ 55 b Abs. 1). Stadtbezirksräte wählen in ihrer ersten Sitzung einen Vorsitzenden, der die Bezeichnung Bezirksbürgermeister trägt (§ 55 b Abs. 3).
Sofern die ausschließliche Kompetenz nicht beim Rat oder Bürgermeister liegt, entscheidet der Stadtbezirksrat über die im Stadtbezirk gelegenen öffentlichen Einrichtungen, die Pflege des Ortsbildes, die Förderung von Vereinen und Verbänden im Stadtbezirk, Partnerschaften des Stadtbezirks und die Repräsentation des Stadtbezirks (§ 55 c Abs. 1).
Entsprechendes gilt für die Bildung von Ortschaften, Ortsräten und Ortsvorstehern (§§ 55 e–h).

### Verwaltungsausschuss
Der Verwaltungsausschuss ist das zweite Organ der Gemeinde und besteht aus dem Bürgermeister, der den Vorsitz innehat, und je nach Größe des Rates zwischen zwei und zehn Beigeordneten (§ 56 Abs. 1 und 2). Die Wahl der Beigeordneten folgt den Vorschriften über die Bildung der Ratsausschüsse. Gewählte Beigeordnete können anders als Ratsmitglieder jederzeit von ihrer Fraktion bzw. Gruppe gegen ihren Willen abberufen und ersetzt werden (§ 56 Abs. 3). Die Sitzungen des Verwaltungsausschusses sind grundsätzlich nicht öffentlich (§ 59 Abs. 2).
Grob kann gesagt werden, dass sich die Zuständigkeit des Verwaltungsausschusses auf alle Angelegenheiten beschränkt, die nicht eindeutig dem Rat, dem Bürgermeister, sondergesetzlichen Ausschüssen oder dem Stadtbezirks- bzw. Ortsrat zugeteilt sind (§ 57 Abs. 2). Der Verwaltungsausschuss hat somit eine so genannte Lückenzuständigkeit und soll eine Mittlerposition zwischen Bürgermeister und Rat einnehmen. Zwingend vorgeschrieben ist die Zuständigkeit zur Vorbereitung der Ratsbeschlüsse (§ 57 Abs. 1). Ein Ratsbeschluss ohne vorherige Vorbereitung durch den Verwaltungsausschuss ist unwirksam.
Trotzdem werden dem Verwaltungsausschuss an anderer Stelle vielfach Zuständigkeitsbereiche zugewiesen. Dabei handelt es sich eher um kurzfristige Entscheidungen wie Eilentscheidungen (§ 66 Satz 1) oder reine Verwaltungsangelegenheiten wie der Beschluss über die Zulässigkeit eines Einwohnerantrags (§ 22 a Abs. 5) oder eines Bürgerbegehrens (§ 22 b Abs. 7).

### Bürgermeister
Der Bürgermeister (in kreisfreien Städten und großen selbstständigen Städten Oberbürgermeister) ist das dritte Organ der Gemeinde und vertritt diese nach außen (§ 63 Abs. 1). Er leitet die Verwaltung, bereitet die Beschlüsse des Verwaltungsausschusses, der Stadtbezirksräte und der Ortsräte vor und führt deren Beschlüsse aus (§ 62 Abs. 1). Des Weiteren führt er die laufenden Geschäfte der Verwaltung (§ 62 Abs. 1 Nr. 6). Der Bürgermeister besitzt seit der Reform des niedersächsischen Kommunalrechts eine starke Stellung mit wichtigen selbstständigen Entscheidungsbefugnissen. Dienstvorgesetzter des Bürgermeisters ist der Rat (§ 80 Abs. 5 Satz 1).

#### Wahl und Amtszeit
Die Bürger wählen per Direktwahl den Bürgermeister. Seine Amtszeit beträgt anders als die des Rates acht Jahre (§ 61 Abs. 1), d. h. die Wahl des Bürgermeisters muss nicht zusammen mit der des Rates erfolgen. Der Bürgermeister ist hauptamtlich tätig und ab der Annahme der Wahl Beamter auf Zeit (§ 61 Abs. 4). Wählbar ist, wer am Wahltag mindestens 23 Jahre alt ist, aber das 65. Lebensjahr noch nicht vollendet hat und nicht nach § 35 Abs. 2 von der Wählbarkeit ausgeschlossen ist und die Gewähr dafür bietet, dass er jederzeit für die freiheitlich demokratische Grundordnung im Sinne des Grundgesetzes für die Bundesrepublik Deutschland eintritt. (§ 61 Abs. 3). Theoretisch ergeben sich somit Amtszeiten bis in das 72. Lebensjahr. Die Amtszeit beginnt mit der Annahme der Wahl, jedoch nicht vor Ablauf des Tages, an dem die Amtszeit des bisherigen Bürgermeisters endet oder dieser in den Ruhestand eintritt (§ 61 Abs. 4 Satz 3).

#### Abwahl
Die niedersächsische Gemeindeordnung sieht gerade in Anbetracht der neuen langen Amtszeit von acht Jahren die Möglichkeit vor, einen Bürgermeister vorzeitig abzuwählen. Dazu ist ein erschwertes Verfahren vorgesehen:
Das Abwahlverfahren wird durch einen von drei Vierteln der Ratsmitglieder gestellten Antrag eingeleitet (§ 61 a). Er bedarf keiner Begründung. Der Bürgermeister hat darauf keinerlei Einfluss, zählt aber bei allen Beschlüssen des Rates mit seiner Stimme mit. Zwischen Eingang des Antrags und der Ratssitzung müssen mindestens zwei Wochen liegen. In diesem Fall leitet der stellvertretende Bürgermeister die Sitzung, eine Aussprache findet nicht statt. Der Antrag bedarf einer Mehrheit von erneut drei Vierteln der Ratsmitglieder. Es wird öffentlich gewählt, der Bürgermeister darf erneut mitwählen. Der Bürgermeister scheidet mit Ablauf des Tages, an dem der Wahlausschuss seine Abwahl feststellt, aus dem Amt aus.

## Samtgemeinden
Die NGO gibt den Gemeinden die Rechtsgrundlage, Verwaltungsgemeinschaften zu schließen. Die so genannten Samtgemeinden übernehmen Aufgaben des eigenen und des übertragenen Wirkungskreises ihrer Mitgliedsgemeinden (§ 72 Abs. 1 und 2).

### Organe der Samtgemeinde
Die Samtgemeinde verfügt über folgende Organe (§ 75 Abs. 1):
- ein auf fünf Jahre gewählter Samtgemeinderat,
- ein vom Rat gebildeter Samtgemeindeausschuss und
- ein auf acht Jahre direkt gewählter Samtgemeindebürgermeister.

Aufbau und Zusammenhang der Organe einer Samtgemeinde orientieren sich an den Organen der Gemeinde. Der Samtgemeindebürgermeister ist Leiter der Verwaltung, kraft seines Amtes Mitglied im Samtgemeinderat und Vorsitzender des Samtgemeindeausschusses.

### Mitgliedsgemeinden

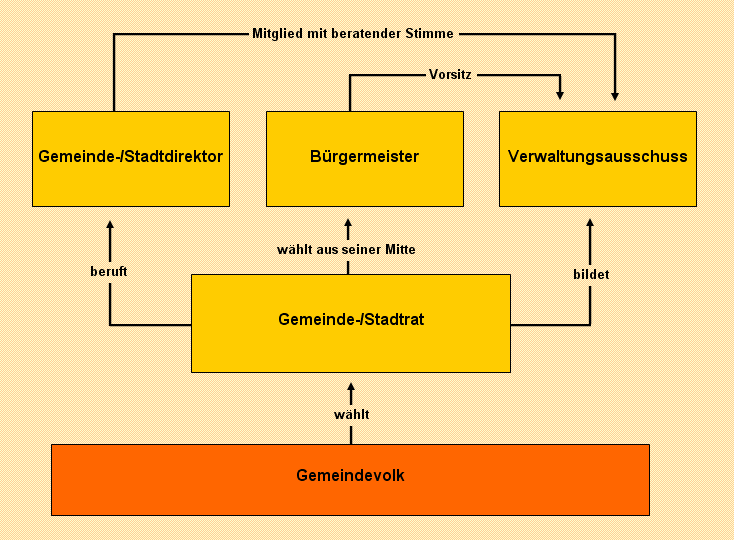
Aufbau und Zusammenhang der Organe der Mitgliedsgemeinde einer Samtgemeinde

Die Organe der Mitgliedsgemeinden orientieren sich weiter an der alten norddeutschen Ratsverfassung nach britischem Modell. Der Bürgermeister wird aus den Reihen des Rates gewählt, dessen Vorsitzender er ist (§ 68 Abs. 1 und 3). Daher erhöht sich die Zahl der Ratsmitglieder jeweils um eins, um ein Patt zu verhindern (§ 32 Abs. 1 Satz 2). Auch bei der Bildung des Verwaltungsausschusses gibt es ein abweichendes Verfahren: Der Bürgermeister zählt hier zur Fraktion, die ihn vorgeschlagen hat (§ 69 Abs. 1).
Erhalten wurde das alte Amt des Gemeindedirektors. Er wird für die Dauer der Wahlperiode vom Rat berufen, sofern dieser vorher beschlossen hat, dass der Bürgermeister nur repräsentative Aufgaben erfüllen soll (§ 70 Abs. 1). Da es sich um eine Berufung und nicht um eine Wahl handelt, kann der Gemeindedirektor – auch aus Gründen der Kontinuität der Verwaltung – im Laufe der Wahlperiode anders als der Bürgermeister nicht mehr vom Rat abgesetzt werden.
Meistens übernimmt der Samtgemeindebürgermeister die Aufgaben des Gemeindedirektors, sofern er dazu bereit ist (§ 70 Abs. 1 Satz 2). Aber auch sein allgemeiner Vertreter oder eine andere Führungsperson der Samtgemeinde können hierfür in Betracht kommen. Der Gemeindedirektor heißt in Städten Stadtdirektor und steht im Ehrenbeamtenverhältnis der Gemeinde (§ 70 Abs. 1 Satz 3). Er gehört mit beratender Stimme dem Verwaltungsausschuss an (§ 69 Abs. 1).

## Gemeindewirtschaft
Neben speziellen Abschnitten in der Gemeindeordnung (§§ 82 ff.) gilt die Gemeindehaushalts- und -kassenverordnung (GemHKVO), nach der etwa auch eine Haushaltssperre verhängt werden kann (§ 30 GemHKVO). Ein Insolvenzverfahren über das Vermögen der Gemeinde ist ausgeschlossen (§ 136 Abs. 2), für eine Zwangsvollstreckung bedarf es der Genehmigung der Kommunalaufsicht. Bis 2011 müssen alle Gemeinden ihre Haushaltswirtschaft nach dem System der doppelten Buchführung („Doppik“) umgestellt haben. Über die ordnungsgemäße Gemeindewirtschaft wacht das Rechnungsprüfungsamt des Landkreises. Die Gemeindekasse ist für alle Kassengeschäfte der Gemeinde zuständig (§ 98), bleibt aber unselbständiger Teil der Verwaltung und ist keine eigene Behörde.

### Haushaltswirtschaft
Vermögensgegenstände soll eine Gemeinde nur erwerben, soweit dies zur Erfüllung ihrer Aufgaben erforderlich ist (§ 96 Abs. 1), die vorhandenen Vermögensgegenstände sind pfleglich und wirtschaftlich zu verwalten (§ 96 Abs. 2). Eine Veräußerung oder Nutzungsüberlassung ist nur bei solchen Gegenständen erlaubt, die sie zur Erfüllung ihrer Aufgaben in absehbarer Zeit nicht brauchen (§ 97 Abs. 1 und 2). Die Haushaltswirtschaft unterliegt anerkannten Haushaltsgrundsätzen wie der Wirtschaftlich- und Sparsamkeit. Dabei haben die Gemeinden ihre Haushaltswirtschaft so zu planen, dass die stetige Erfüllung ihrer Aufgaben gesichert ist (§ 82 Abs. 1 und 2). Aus Überschüssen sind finanzielle Rücklagen zu bilden (§ 95).
Instrumente der Gemeindewirtschaft sind der Haushaltsplan samt Haushaltssatzung (§§ 84–86), ggf. der Nachtragshaushalt (§ 87), die vorläufige Haushaltsführung (§ 88) sowie außerplanmäßige Ausgaben (§ 89): Neben dem Haushaltsplan ist eine fünfjährige Finanzplanung der Gemeinde vorgeschrieben (§ 90). Der kommunale Haushalt besteht aus vier mehr oder minder starken Säulen: kommunalen Steuern (Art. 106 Abs. 5–7 GG) bzw. bei Gemeindeverbänden Umlagen, Beiträgen und Gebühren nach dem NKAG, Finanzzuweisungen im Rahmen des kommunalen Finanzausgleichs (orientiert an der kommunalen Steuerkraft, sog. „Schlüsselzuweisungen“) und Krediten (§ 92), die von der Kommunalaufsicht genehmigt werden und mit der dauernden Leistungsfähigkeit in Einklang stehen müssen.

### Sonder- und Treuhandvermögen
Neben dem sog. freien Vermögen besteht das Vermögen der Gemeinde auch aus Sonder- (§ 102) und Treuhandvermögen (§ 103). Für sie werden Sonderkassen (§ 104) eingerichtet, die von der Gemeindekasse getrennt bestehen, aber dennoch mit ihr verbunden werden sollen. Das Sondervermögen der Gemeinde dient einem besonderen Zweck und ist daher vom übrigen Gemeindevermögen zu trennen. Dazu zählen u. a. das Vermögen der rechtlich unselbständigen kommunalen Stiftungen (§ 107 Abs. 2), rechtlich unselbständige öffentliche Unternehmen sowie sonstige öffentliche Einrichtungen, die in gesonderter Haushaltswirtschaft zu führen sind, wie z. B. dem Eigenbetrieb (§ 108 Abs. 2, § 6 Abs. 1 EigenBetrVO).
Das Treuhandvermögen der Gemeinde besteht größtenteils aus rechtlich selbständigen Stiftungen sowie sonstigem Vermögen, das die Gemeinde treuhänderisch zu verwalten hat (§ 103 Abs. 1).

#### Kommunale Stiftungen
Bezüglich der kommunalen Stiftungen muss man zwischen rechtsfähigen und nicht rechtsfähigen Stiftungen (sog. fiduziarischen Stiftungen) unterscheiden. Eine rechtsfähige kommunale Stiftung ist eine Stiftung des bürgerlichen Rechts, deren Zweck im Aufgabenbereich einer kommunalen Körperschaft liegt und von dieser verwaltet wird (§ 107 Abs. 1 Satz 1; § 19 Abs. 1 NStiftG). Wie alle rechtsfähigen Stiftungen bedarf sie der Genehmigung (§ 80 BGB). An die Stelle der sonst zuständigen Stiftungsbehörde tritt die Kommunalaufsicht (§ 19 Abs. 2 Satz 3 NStiftG). Für die Verwaltung des Stiftungsvermögen gelten neben § 6 NStiftG, der vor allem die Erhaltung des Stiftungsvermögens regelt, sämtliche Vorschriften der kommunalen Haushaltswirtschaft (§ 19 Abs. 2 Satz 1 NStiftG). Für wesentliche Entscheidungen der rechtsfähigen Stiftungen ist gem. § 40 Abs. 1 Nr. 16 der Rat zuständig. Für unselbstständige Stiftungen gelten die Vorschriften über die Haushaltswirtschaft entsprechend (§ 102 Abs. 2).

#### Eigenbetriebe
Die Haushaltsführung der Eigenbetriebe bestimmt sich vordergründig nach den Vorschriften der Eigenbetriebsverordnung (EigBetrVO). An die Stelle eines Haushaltsplans tritt für sie der Wirtschaftsplan (§ 11 Abs. 1 EigBetrVO), der aus dem Erfolgs- und Vermögensplan (§§ 12, 13 EigBetrVO) sowie dem Stellenplan (§ 14 EigBetrVO) besteht.

### Unternehmen und Einrichtungen
Die Gemeinden dürfen wirtschaftliche Unternehmen errichten, übernehmen oder erweitern, sofern die Schrankentrias des § 108 Abs. 1 eingehalten wird.
Die Gründung einer privatrechtlichen Rechtsform oder die Beteiligung daran sind nur zulässig, wenn ein öffentlicher Zweck vorliegt, sichergestellt ist, dass die Haftung der Gemeinde auf einen bestimmten Betrag beschränkt ist und die Gemeinde angemessenen Einfluss auf die Geschäftsführung ausüben kann (§ 109 Abs. 1). Die teilweise oder vollständige Veräußerung eines Unternehmens ist nur zulässig, wenn die Maßnahme im wichtigen Interesse der Gemeinde liegt (§ 115 Abs. 1).
Nicht als Unternehmen gelten gem. § 108 Abs. 3 Einrichtungen
- zu denen die Gemeinde gesetzlich verpflichtet ist (Straßenreinigung),
- des Unterrichts-, Erziehungs- und Bildungswesens (Volkshochschule),
- des Gesundheits- und Sozialwesens, des Sports und der Erholung (Schwimmbäder) oder
- die als Hilfsbetriebe ausschließlich der Gemeinde dienen (Bauhof).

#### Regie- und Eigenbetriebe
Der Regiebetrieb ist in den Verwaltungsaufbau seines Rechtsträgers integriert und wird als Abteilung der allgemeinen Verwaltung geführt, ohne rechtlich oder haushaltsmäßig verselbständigt zu sein. Die Willensbildung findet direkt im Gemeinderat statt. Ein Eigenbetrieb (§ 113) ist zwar organisatorisch und finanziell selbständig, aber nicht rechtsfähig. Dem Eigenbetrieb steht die Werksleitung vor, oberstes Entscheidungsorgan bleibt jedoch der Rat, der eine Betriebssatzung erlässt und einen Werksausschuss einrichtet, welcher die Beschlüsse des Rates vorberät. Die rechtsfähige Anstalt des öffentlichen Rechts (§§ 113a ff) soll öffentlich-rechtliche Steuerungsmöglichkeiten mit der sonst nur Kapitalgesellschaften zugeschriebenen Flexibilität verbinden. Die Gemeinde erlässt hierzu eine Unternehmenssatzung (§ 113b). Organe der Anstalt sind der Vorstand und der Verwaltungsrat als Aufsichtsorgan (§ 113e).

#### Gesellschaften
Die Gesellschaften sind selbständige juristische Personen des Privatrechts, meistens in Form einer AG oder GmbH. Man differenziert zwischen dem gemischt-öffentlichen Unternehmen (zwei öffentliche Aufgabenträger), dem gemischt-wirtschaftlichen Unternehmen (Kommune und Privater) sowie der Eigengesellschaft (alle Anteile bei der Kommune). Zulässig ist eine kommunale Gesellschaft nur, wenn sie per Satzung oder Gesellschaftsvertrag einem öffentlichen Zweck dient, eine Rechtsform gewählt wird, die die Haftung der Gemeinde auf einen bestimmten Betrag begrenzt, die Gemeinde einen angemessenen Einfluss im Aufsichtsrat erhält ua (§ 109 Abs. 1). Die Vertreter der Gemeinde werden vom Rat gewählt, sind den Interessen der Gemeinde verpflichtet und an die Beschlüsse des Rates und des Verwaltungsausschusses gebunden (§ 111 Abs. 1). Sie haben die Pflicht, den Rat über alle Angelegenheiten von besonderer Bedeutung frühzeitig zu unterrichten (§ 111 Abs. 4).

#### Benutzungsverhältnis
Ob das Benutzungsverhältnis privat- oder öffentlich-rechtlich ausgestaltet werden soll, liegt in der Wahl der Kommune. Indizien für ein öffentlich-rechtliches Verhältnis sind die Erhebung von Gebühren und der Einsatz staatlicher Zwangsmittel. Bei öffentlich-rechtlicher Ausgestaltung ist die Gemeinde über § 2 Abs. 1 Satz 2 befugt, Maßnahmen zu ergreifen, die den ordnungsgemäßen Betrieb und den Widmungszweck sicherstellen: Dies kann durch Satzung oder Verwaltungsakt geschehen. Die Einwohner der Gemeinde sind berechtigt, die öffentlichen Einrichtungen der Gemeinde zu benutzen, und verpflichtet, die Gemeindelasten zu tragen (§ 22 Abs. 1). Die Gemeinde ist verpflichtet, über einen geltend gemachten Zulassungsanspruchs selbst zu entscheiden; private Dritte sind dazu nicht befugt.
Wird die Einrichtung in privatrechtlicher Form betrieben, bleibt der Anspruch des Einwohners gegen die Gemeinde bestehen. Ein Benutzungsanspruch von Einwohnern der Nachbargemeinden besteht nicht. Allerdings dürfen die Gemeinden bei den Gebühren auch nicht zwischen Einwohnern und Fremden differenzieren (kein „Auswärtigenzuschlag“). Ein „Einheimischenabschlag“ ist nur zulässig, wenn die Subventionierung der Leistungen über den Gemeindehaushalt erfolgt. Grundbesitzer und Gewerbetreibende, die ihren Wohnsitz nicht in der Gemeinde haben (sog. Forensen), sind Einwohnern gleichgestellt (§ 22 Abs. 2), Entsprechendes gilt für juristische Personen und für Personenvereinigungen, die ihren Sitz in der Gemeinde haben (§ 22 Abs. 3). Für politische Parteien gilt ein spezielles Gleichbehandlungsgebot (§ 5 PartG), das bei entsprechender Widmung auch für öffentliche Einrichtungen gilt und sich ggf. zu einem Zulassungsanspruch verdichten kann. Dieser besteht nicht, wenn die durch Tatsachen begründete Gefahr besteht, dass Parteiorgane im Rahmen dieser Veranstaltung zur Begehung von Straftaten oder Ordnungswidrigkeiten aufrufen werden.

## Aufsichtsbehörden
Die Selbstverwaltungsgarantie des Art. 28 Abs. 2 Satz 1 GG einerseits und die Erfüllung von Auftragsangelegenheiten des Landes (sog. übertragener Wirkungskreis) durch die Gemeinde andererseits machen eine Kontrolle des Staates notwendig. Sie wird von der Kommunalaufsicht wahrgenommen. Dabei ist zu beachten, dass die Kommunalaufsicht nicht ein Teil der Selbstverwaltung darstellt, sondern deren Korrelat bildet. Sie „kann also in den Kernbereich der Selbstverwaltungsangelegenheiten [...] nicht gestaltend eingreifen; der Staat kann sich hier nicht an Stelle der Gemeinde setzen“. Ziel der Kommunalaufsicht ist es, die Gemeinde in ihren Rechten zu schützen und die Erfüllung ihrer Pflichten zu sichern (so wörtlich § 127 Abs. 1 Satz 1). Die Rechtsaufsicht als eigentliche Kommunalaufsicht soll sicherstellen, dass die Gemeinden die geltenden Gesetze beachten, während zur Überwachung der rechtmäßigen und zweckmäßigen Ausführung der Aufgaben des übertragenen Wirkungskreises die Fachaufsicht zuständig ist (§ 127 Abs. 1 Satz 2). Des Weiteren unterscheidet man zwischen präventiver und repressiver Aufsicht. Präventive Aufsicht liegt bei Anzeigepflichten und Genehmigungsvorbehalten (z. B. die Kreditaufnahme gem. § 92 Abs. 2) vor. Bis zur Genehmigung durch die Aufsichtsbehörde bleibt das jeweilige Rechtsgeschäft schwebend unwirksam. Repressive Aufsicht besteht z. B. in der nachträglichen Aufhebung kommunaler Beschlüsse.
Zuständige Aufsichtsbehörde für die kreisfreien Städte und die großen selbständigen Städte ist das Innenministerium als Kommunalaufsichtsbehörde. Für die übrigen kreisangehörigen Gemeinden führen der Landkreis als Kommunalaufsichtsbehörde und das Innenministerium als oberste Kommunalaufsichtsbehörde (§ 128 Abs. 1). Entsprechendes gilt bzgl. der Fachaufsicht für die jeweils fachlich zuständige oberste Landesbehörde als Fachaufsichtsbehörde (§ 128 Abs. 3).

### Rechtsaufsicht
Bei der Wahrnehmung der Aufsicht durch die jeweilige Behörde gilt das sog. Opportunitätsprinzip, d. h. die Behörde kann tätig werden, muss es aber nicht zwangsläufig. Aus dem Übermaßverbot ergibt sich ferner, dass Aufsichtsmittel nicht kumulativ angewendet werden dürfen. Die Kommunalaufsichtsbehörde kann die Auflösung des Rates anordnen, sofern mehr als die Hälfte der Sitze unbesetzt sind (§ 54 Abs. 1). Bei der Durchführung der Aufsicht stehen ihr darüber hinaus folgende Mittel zur Verfügung:
- das Unterrichtungsrecht in Form von Berichten der Gemeinde, Akteneinsicht sowie der beobachtenden Teilnahme an Sitzungen des Rates, des Verwaltungsausschusses und sonstiger Ausschüsse der Gemeinde (§ 129);
- das Beanstandungsrecht gegenüber rechtswidrigen Ratsbeschlüssen und Bürgerentscheiden, die dann nicht mehr vollzogen werden dürfen (§ 130);
- das Anordnungsrecht bzgl. der der Gemeinde obliegenden Pflichten und Aufgaben binnen einer bestimmten Frist (§ 131 Abs. 1) und danach ggf. die Ersatzvornahme durch die Aufsichtsbehörde selbst oder einen Dritten auf Kosten der Gemeinde (§ 131 Abs. 2);
- die Bestellung eines Beauftragten, wenn und solange der geordnete Gang der Verwaltung nicht gewährleistet ist und andere Aufsichtsmittel nicht Erfolg versprechen. Der oder die Beauftragte hat dann die Stellung eines Gemeindeorgans (§ 132);
- die Genehmigung von Satzungen, Beschlüssen und anderen Maßnahmen der Gemeinde (§ 133)

### Fachaufsicht
In Angelegenheiten des übertragenen Wirkungskreises nimmt die Gemeinde staatliche Aufgaben wahr. Schon aus dem in Art. 20 Abs. 3 GG verorteten Vorrang des Gesetzes ergibt sich eine notwendige Kontrolle der Gemeinden aus ausführende Behörden. Die Fachaufsichtsbehörde kann der Gemeinde in Angelegenheiten des übertragenen Wirkungskreises den dafür geltenden Gesetzen entsprechend Weisungen erteilen (§ 127 Abs. 2) und sich unterrichten lassen (§ 129 Abs. 2). Eine zusätzliche Aufsicht durch weitere Eingriffe in die kommunale Verwaltung ist nicht zulässig. Dies ergibt sich auch daraus, dass die Gemeinde gegenüber Weisungen der Fachaufsicht regelmäßig mangels verletzter Rechtsgüter keine Klage erheben können. Ausnahmen können jedoch bspw. im Straßenverkehrsrecht wegen einer möglichen Beeinträchtigung der kommunalen Planungshoheit bestehen.

## Übergangs- und Schlussvorschriften
Die Schlussvorschriften betreffen die für Wahlen maßgebliche Einwohnerzahl der Gemeinden und Bestimmungen bzgl. der Ausführung der NGO. Die Übergangsvorschriften wurden mittlerweile aufgehoben. Als Einwohnerzahl gilt das durch die Volkszählung der Landesstatistikbehörde ermittelte Ergebnis zum 30. Juni des Vorjahres der Wahl (§ 137 Abs. 1). Der Stichtag für die Bestimmung der Zahl der Ratsmitglieder nach § 32 darf höchstens 18 Monate und muss mindestens zwölf Monate vor dem Wahltag liegen (§ 137 Abs. 2). Das Innenministerium wurde ermächtigt, in Einvernehmen mit dem Finanzministerium Abläufe der gemeindlichen Finanzverwaltung durch Verordnung zu regeln. Dies betrifft z. B. den Inhalt des Haushaltsplans der Gemeinde (§ 142 Abs. 1 Nr. 1), die Haushaltsführung und die Einführung der Doppik (§ 142 Abs. 1 Nr. 2 und 15) und den Aufbau, die Verwaltung und die Prüfung von Eigenbetrieben der Gemeinde (§ 142 Abs. 1 Nr. 12).